# Carex aematorrhyncha
Carex aematorrhyncha là một loài thực vật có hoa trong họ Cói. Loài này được Desv. mô tả khoa học đầu tiên năm 1854.